# Françoise Mbango Etone
Françoise Mbango Etone (Yaoundé, 14 de abril de 1976) é uma triplista camaronesa, naturalizada francesa, bicampeã olímpica do salto triplo. Foi a primeira camaronesa a conquistar uma medalha de ouro olímpica no atletismo.
Etone conseguiu projeção internacional ao conquistar as medalhas de prata da prova nos Campeonatos Mundiais de Atletismo de Edmonton 2001 e Paris 2003. Competiu então em Atenas 2004 e Pequim 2008 - com o recorde olímpico de 15,39 m - tornando-se campeã olímpica nos dois Jogos.
Durante o ano acadêmico de 2005–2006, ela viveu em Nova York, onde estudou na St.Johns's University, no Queens, através de uma bolsa de estudos. Em 2010, naturalizou-se francesa e passou a competir por este país.